# Telefoonnetwerk
Een telefoonnetwerk is een netwerk waarbij telefoontoestellen onderling verbonden zijn en het elektrische signaal van het ene naar het andere toestel wordt overgebracht. 
Het telefoonnetwerk bestaat uit telefooncentrales en hun onderlinge verbindingen. De verbindingen kunnen zijn: glasvezelkabel, koperkabel, straalverbinding en satellietverbinding. In de meeste telefoonnetwerken komt een mix van deze verbindingen voor. In moderne netwerken wordt de koperkabel steeds meer verdrongen door de glasvezelkabel omdat de glasvezelkabel per eenheid van transportcapaciteit van informatie goedkoper is.
Met de groei van de behoefte aan communicatie van computerinformatie (datacommunicatie) wordt het telefoonnetwerk hier ook steeds meer voor gebruikt. Men kan dus tegenwoordig beter spreken van een telecommunicatienetwerk.
In Nederland heeft KPN sinds 2007 niet meer het monopolie op het vaste telefoonnet. Het beheert nog wel de kabels naar de huizen. Andere aanbieders van vaste telefonie en ADSL hebben het recht daar tegen een vaste maandelijkse vergoeding gebruik van te maken (zie ook aanbieders van POTS).